# Estados-membros do Estatuto de Roma
Em 2013, 122 países e Estados se integraram no Estatuto de Roma, onde 34 são Estados Africanos, 18 Estados Asiáticos, 18  Estados do Leste Europeu, 25 da Europa Ocidental, 27 da América Latina e Caribe e outros Estados.

## Lista dos países
- Afeganistão
- África do Sul
- Albânia
- Andorra
- Antígua e Barbuda
- Argentina
- Austrália
- Áustria
- Barbados
- Bélgica
- Belize
- Benim
- Bolívia
- Bósnia e Herzegovina
- Botsuana
- Brasil
- Bulgária
- Burquina Fasso
- Burundi
- Camboja
- Canadá
- Chade
- Colômbia
- Comores
- Congo
- Coreia do Sul
- Costa Rica
- Costa do Marfim
- Croácia
- Chipre
- Dinamarca
- Djibuti
- Domínica
- Equador
- Estônia
- Espanha
- Eslováquia
- Eslovênia
- Fiji
- Finlândia
- França
- Gabão
- Gâmbia
- Geórgia
- Germânia
- Gana
- Grécia
- Guatemala
- Guiné
- Guiana
- Honduras
- Hungria
- Irlanda
- Islândia
- Itália
- Japão
- Jordão
- Letônia
- Lesoto
- Libéria
- Liechtenstein
- Lituânia
- Luxemburgo
- Maláui
- Maldivas
- Mali
- Malta
- Ilhas Marshall
- Maurício
- Macedônia do Norte
- México
- Mongólia
- Montenegro
- Namíbia
- Nauru
- Nova Zelândia
- Níger
- Nigéria
- Noruega
- Países Baixos
- Panamá
- Paraguai
- Peru
- Polônia
- Portugal
- Quênia
- Romênia
- Reino Unido
- República Centro-Africana
- República Democrática do Congo
- República Dominicana
- São Cristóvão e Neves
- São Vicente e Granadinas
- Samoa
- San Marino
- Senegal
- Servia
- Serra Leoa
- Suécia
- Suíça
- Tajiquistão
- Tanzânia
- Tchéquia
- Timor-Leste
- Trindade e Tobago
- Tunísia
- Uganda
- Uruguai
- Vanuatu
- Venezuela
- Zâmbia